# Trichaeta orientalis
Trichaeta orientalis är en fjärilsart som beskrevs av Szent-ivany 1942. Trichaeta orientalis ingår i släktet Trichaeta och familjen björnspinnare. Inga underarter finns listade i Catalogue of Life.